# Vrems församling
Vrems församling var en församling i nuvarande Göteborgs stift i nuvarande Tanums kommun. Församlingen uppgick före år 1500 i Kville församling.

## Administrativ historik
Församlingen har medeltida ursprung och uppgick före år 1500 i Kville församling.